# Margareta Zetterström
Eva Margareta Zetterström, född 28 juli 1945, är en svensk författare och översättare.

## Biografi
Margareta Zetterström debuterade 1977 med boken Erik Blomberg: en kämpande intellektuell. Hon hade då, sedan sjuttiotalets början, varit verksam som frilansskribent, främst litteraturkritiker i Bonniers Litterära Magasin (BLM), Arbetarbladet och Arbetet. Hon deltog på 1970-talet i uppbygget av tidningen Folket i Bild/Kulturfront. Och hon var i många år med och redigerade kulturtidskriften Förr och Nu som utkom mellan 1975 och 1996. 
Margareta Zetterström skriver om både politik och kultur. På 1980-talet initierade hon, genom ett par daghemskritiska artiklar i Svenska Dagbladet, en debatt om för- och nackdelar med dagisvistelse för barn under tre år. Hon hyser ett speciellt intresse för Italien och rapporterar ofta om kulturen och samhällsförhållandena i detta land. 
Margareta Zetterström har samlat och utgett en del av sina artiklar, essäer och recensioner i bokform – Jag hatar de likgiltiga (1988), På jagets fasta grund (2005), Arma älskade Italien (2007) och Att skriva i motvind (2013). Därtill medverkar hon med egna bidrag i antologierna Med alla till buds stående medel ... en antologi om ubåtshotet och trovärdigheten hos vårt försvar (Prisma, 1987), Kritik av kritik. Om litteraturkritiken (Carlsson, 1989) och Släck inte ljuset! (Tiden, 1994), den senare med arbetarrörelsens kultursyn som tema. Hon har också redigerat antologin Våra författare: sexton radikala berättare ur svensk folklig tradition (Kulturfront, 1974) samt tre volymer med texter av Erik Blomberg, Folket och litteraturen (PAN/Norstedt, 1977), Konst och kritik (PAN/Norstedt, 1977) och Hur är kriget möjligt? (Kulturfront, 1979). I den svenska utgåvan av Ismail Kadares roman Bröllopet (Oktoberförlaget, 1976) medverkar hon med efterord och ordförklaringar.
Margareta Zetterström är verksam som översättare från franska, tyska och italienska och tilldelades 2007 Svenska Akademiens översättarpris. Hon översätter såväl klassiker som samtida författare.
2006–2008 medverkade hon regelbundet som krönikör i tidningen Flamman. Hon har, från våren 2009, även bloggat på litteratursajten Dixikon.

## Översättningar
- 1999 – Restif de la Bretonne: Revolutionens nätter (med förord av Jan Myrdal, Hägglunds förlag)
- 2006 – Giuliana Sgrena: I skottlinjen: den sanna historien om reportern som blev bortrövad, befriad och beskjuten i krigets Irak (Leopard)
- 2006 – E.T.A. Hoffmann Katten Murrs tankar om livet samt fragmentarisk biografi över kapellmästaren Johannes Kreisler i form av slumpvisa makulaturblad (med förord av Horace Engdahl, Atlantis)
- 2007 – Felix Mendelssohn: första delen av oratoriet Paulus (Wessmans musikförlag)
- 2008 – Michael Degen: Alla var inte mördare: en barndom i Berlin (Karneval)
- 2010 – Fabrizio Gatti: Viki som ville gå i skolan (Karneval)
- 2011 – Loretta Napoleoni: Made in China: den nya ekonomiska supermakten (Leopard)
- 2013 – Fabrizio Gatti: Bilal: på slavrutten till Europa (Celanders förlag)[1]
- 2014 – Yvan Sagnet: Älska din dröm. Italiens osynliga slavarbetare i strejk (Celanders förlag)
- 2015 – Fabrizio Gatti: Peståren (Leopard)
- 2017 – Miriam Gebhardt: När soldaterna kom. Våldtäkterna mot tyska kvinnor vid andra världskrigets slut (Karneval)
- 2018 – Miriam Gebhardt: Vita rosen. Hur vanliga tyskar blev antinazistiska motståndskämpar (Karneval)
- 2019 – Valentina Camerini: Gretas historia. Ingen är för liten för att göra något stort (Lind & Co)
- 2020 – Wolfgang Schorlau: Blåa listan. Denglers första fall (Karneval)
- 2021 – Nils Melzer: Fallet Julian Assange. En historia om förföljelse (Karneval)
- 2024 – Alessandro Manzoni: Historien om skampålen (med förord av Éric Vuillard och en kommentar av Leonardo Sciascia, Celanders förlag)
- 2024 – Stendhal: Promenader i Rom (med förord av Kristina Kappelin, Sjösala förlag)

## Priser och utmärkelser
- 2007 – Svenska Akademiens översättarpris